# Ива Спиридонова
Ива Спиридонова е съвременна българска поетеса, редактор в списание Нова асоциална поезия.

## Биография
Родена е на 10 януари 1979 г. в Кюстендил. Завършва езикова гимназия „Д-р Петър Берон“ в родния си град. Има две висши образования, като завършва в Софийския университет специалностите „Българска филология“ и „Връзки с обществеността и реклама“, магистър е по „Старобългаристика“. Владее английски, руски, сръбски и италиански език.
През 2013 г. създава своята авторска страница „Думите МИ“, в която публикува лично творчество. „Думите МИ“, издадена през 2016 г. е дебютната ѝ книга с лирика (изд. „Фабрика за книги“) и достига пето място в националния конкурс „Моята любима книга“, 2016, раздел „Поезия“, а през 2018 г. книгата е номинирана за Националната литературна награда за поезия „Усин Керим“, Чепеларе.
През януари 2018 г. основава заедно с поета Симеон Аспарухов издателство „Библиотека България“, което да издава българска поезия и белетристика, най-вече на млади и прохождащи поети.
През септември 2018 г. излиза от печат втората ѝ книга с поезия – „Детайли“ (изд. „Библиотека България“), а през 2019 г. същата е номинирана в четвъртото издание на конкурса за литературната награда „Ваня Константинова“.
През 2020 г. със стихотворението си „Довиждане до другия живот“ печели специална награда в Националния литературен конкурс за поезия „Биньо Иванов“, Кюстендил, както и през 2023 г., този път със стихотворението си „Изписване на празнотата“.
„От мен до другото безсмъртие“ (изд. „Библиотека България“), е третата ѝ поетична книга, с редактор Камелия Кондова, издадена с подкрепата на Министерство на културата по програма „Помощ за книгата“ през декември 2020 г. В същата година Ива Спиридонова повторно е номинирана за Националната литературна награда за поезия „Усин Керим“, Чепеларе.
Сътрудничи си с поета Симеон Аспарухов, с когото правят съвместни поетични представяния в цялата страна.
От лятото на 2017 г. е част от движението Нова асоциална поезия. Член е на Съюза на българските писатели.